# Karl-Ulrich Hagelberg
Karl-Ulrich Hagelberg (* 3. Februar 1909 in Melbeck; † 5. Oktober 2004 in Freilassing) war ein deutscher Politiker (DP).

## Leben
Hagelberg besuchte ein humanistisches Gymnasium in Lüneburg und legte im Jahr 1928 sein Abitur ab. Er begann sein Studium der Rechtswissenschaften und wurde nach seinem ersten Staatsexamen Referendar im Jahr 1932. 1933 bis 1934 war er Mitglied der SA, 1935 trat er dem NSKK bei. Zum 1. April 1936 trat er in die NSDAP ein (Mitgliedsnummer 3.742.222).
Nach seiner großen Juristischen Staatsprüfung wurde er im Jahr 1936 zum Assessor. In den Jahren 1936 und 1937 war er als wissenschaftlicher Hilfsarbeiter in der Reichsdevisenstelle im Reichswirtschaftsministerium beschäftigt. Zwischen 1937 und 1940 war er in der staatlichen Polizeiverwaltung des oberschlesischen Industriegebietes Gleiwitz-Beuthen-Hindenburg beschäftigt. und wurde 1939 Regierungsrat sowie 1943 Oberregierungsrat. Ferner war er zwischen 1940 und 1945 bei der Regierung in Liegnitz tätig.
Im Zweiten Weltkrieg war er von 1941 und 1945 Kriegsteilnehmer. Er geriet nach dem Krieg in Gefangenschaft. Nach der Entlassung aus der Kriegsgefangenschaft wurde er Landwirt in seinem Geburtsort Melbeck. und war von 1945 bis 1953 in der Privatwirtschaft tätig. Im September 1953 wurde er zum Regierungsdirektor im Bundesministerium des Innern ernannt. Hier war er von 1953 bis 1955 Leiter des Generalreferat für Angelegenheiten des Bundesgrenzschutzes und der Bereitschaftspolizeien der Länder (Referates VI B 1). Im Jahr 1956 bis 1961 wurde er Leiter des Generalreferats der Abteilung III: Kulturelle Angelegenheiten des Bundes (Referates III 1) bzw. ab 1958 des Referates für Grundsatzfragen der Kulturpolitik. Zwischen 1961 und 1969 war er Leiter der Abteilung für Kulturelle Angelegenheiten des Bundes (Abteilung III).
Zwischen 1969 und 1970 war im Bundesministerium für Bildung und Forschung tätig. Seit 1929 war er Mitglied des Corps Franconia München.

## Abgeordneter
Hagelberg Abgeordneter des Kreistages des Landkreises Lüneburg. Hier wurde er Vorsitzender des Polizeiausschusses. Vom 14. April 1953, als er für Gustav Rabeler nachrückte, der aufgrund des SRP-Verbots sein Mandat verloren hatte, bis zu seiner Mandatsniederlegung am 2. April 1954 gehörte er dem Niedersächsischen Landtag für die Deutsche Partei an.